# وینتکا (ایلینوی)
وینتکا (به انگلیسی: Winnetka) یک روستا در ایالات متحده آمریکا است که در شهرستان کوک (ایلینوی) واقع شده‌است. وینتکا ۱۰٫۰۷ کیلومتر مربع مساحت و ۱۲٬۱۸۷ نفر جمعیت دارد و ۱۹۸٫۱۲ متر بالاتر از سطح دریا قرار دارد.